# Moosch
Moosch [moʃ]  est une commune française située dans l'aire d'attraction de Mulhouse et faisant partie de la collectivité européenne d'Alsace (circonscription administrative du Haut-Rhin), en région Grand Est.
Cette commune se trouve dans la région historique et culturelle d'Alsace.

## Géographie

### Localisation
Située entre le chef-lieu de canton Saint-Amarin et le chef-lieu d'arrondissement Thann, dans la vallée de la Thur, la commune compte un peu moins de 2 000 habitants. Elle tire son nom d'un mot germanique Moos signifiant « marais ». L'altitude y est comprise entre 375 et 1 190 mètres, culminant au Rossberg.
C'est une des 188 communes du parc naturel régional des Ballons des Vosges.
| Saint-Amarin Malmerspach      | Geishouse            |                  |
| Mitzach Rimbach-près-Masevaux | Moosch               | Willer-sur-Thur  |
| Wegscheid                     | Masevaux-Niederbruck | Bourbach-le-Haut |

### Hydrographie

#### Réseau hydrographique
La commune est dans le bassin versant du Rhin au sein du bassin Rhin-Meuse. Elle est drainée par la Thur, le ruisseau du Grand Ballon, le Kreyholz et le Waldrunz,,.
La Thur, d'une longueur de 53 km, prend sa source dans la commune de Wildenstein et se jette  dans l'Ill à Ensisheim, après avoir traversé 20 communes. Les caractéristiques hydrologiques de la Thur sont données par la station hydrologique située sur la commune de Willer-sur-Thur. Le débit moyen mensuel est de 5,12 m3/s. Le débit moyen journalier maximum est de 112 m3/s, atteint lors de la crue du 9 avril 1983. Le débit instantané maximal est quant à lui de 137 m3/s, atteint le même jour.

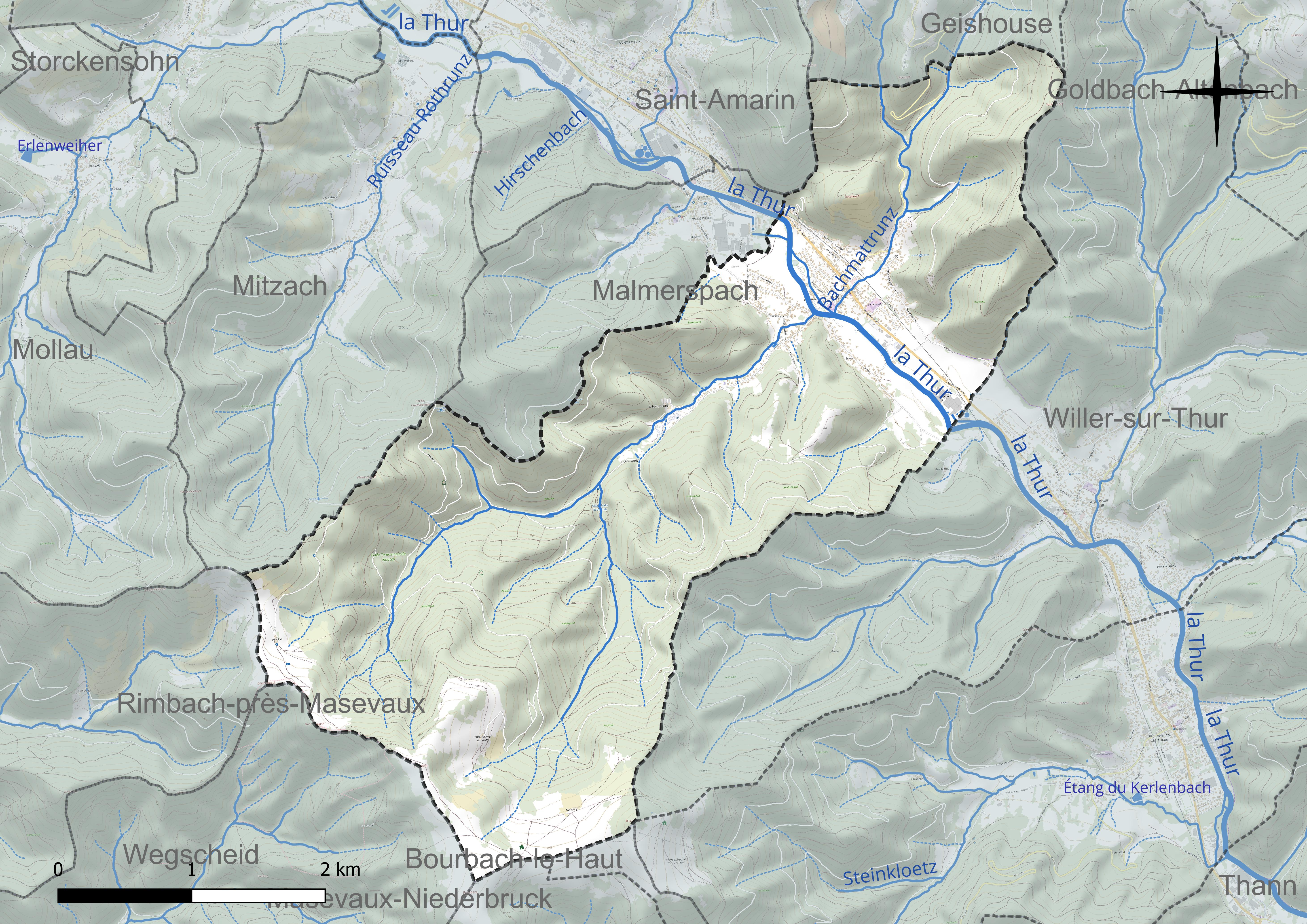
Réseau hydrographique de Moosch.

#### Gestion et qualité des eaux
Le territoire communal est couvert par le schéma d'aménagement et de gestion des eaux (SAGE) « Thur ». Ce document de planification concerne le bassin versant de la Thur. Ce territoire s'étend sur 544 km2. Le périmètre a été arrêté le 4 mars 1996 et le SAGE proprement dit a été approuvé le 14 mai 2001. La structure porteuse de l'élaboration et de la mise en œuvre est la Direction départementale de l'agriculture et de la forêt du Haut-Rhin.
La qualité des cours d’eau peut être consultée sur un site dédié géré par les agences de l’eau et l’Agence française pour la biodiversité.

### Climat
Pour des articles plus généraux, voir Climat du Grand Est et Climat du Haut-Rhin.
En 2010, le climat de la commune est de type climat de montagne, selon une étude du Centre national de la recherche scientifique s'appuyant sur une série de données couvrant la période 1971-2000. En 2020, Météo-France publie une typologie des climats de la France métropolitaine dans laquelle la commune est exposée à un climat semi-continental et est dans la région climatique Vosges, caractérisée par une pluviométrie très élevée (1 500 à 2 000 mm/an) en toutes saisons et un hiver rude (moins de 1 °C).
Pour la période 1971-2000, la température annuelle moyenne est de 9,1 °C, avec une amplitude thermique annuelle de 16,2 °C. Le cumul annuel moyen de précipitations est de 1 316 mm, avec 12,5 jours de précipitations en janvier et 10,6 jours en juillet. Pour la période 1991-2020, la température moyenne annuelle observée sur la station météorologique de Météo-France la plus proche, « Bits.-lès-Thann », sur la commune de Bitschwiller-lès-Thann à 4 km à vol d'oiseau, est de 10,0 °C et le cumul annuel moyen de précipitations est de 1 309,4 mm. 
La température maximale relevée sur cette station est de 38,9 °C, atteinte le 7 août 2015 ; la température minimale est de −19,5 °C, atteinte le 12 janvier 1987,,.
Les paramètres climatiques de la commune ont été estimés pour le milieu du siècle (2041-2070) selon différents scénarios d'émission de gaz à effet de serre à partir des nouvelles projections climatiques de référence DRIAS-2020. Ils sont consultables sur un site dédié publié par Météo-France en novembre 2022.

## Urbanisme

### Typologie
Au 1er janvier 2024, Moosch est catégorisée petite ville, selon la nouvelle grille communale de densité à sept niveaux définie par l'Insee en 2022.
Elle appartient à l'unité urbaine de Saint-Amarin, une agglomération intra-départementale regroupant neuf  communes, dont elle est ville-centre,,. Par ailleurs la commune fait partie de l'aire d'attraction de Mulhouse, dont elle est une commune de la couronne,. Cette aire, qui regroupe 132 communes, est catégorisée dans les aires de 200 000 à moins de 700 000 habitants,.

### Occupation des sols
L'occupation des sols de la commune, telle qu'elle ressort de la base de données européenne d’occupation biophysique des sols Corine Land Cover (CLC), est marquée par l'importance des forêts et milieux semi-naturels (89,1 % en 2018), une proportion identique à celle de 1990 (89,1 %). La répartition détaillée en 2018 est la suivante : 
forêts (81,2 %), milieux à végétation arbustive et/ou herbacée (8 %), zones urbanisées (5,8 %), zones agricoles hétérogènes (5 %). L'évolution de l’occupation des sols de la commune et de ses infrastructures peut être observée sur les différentes représentations cartographiques du territoire : la carte de Cassini (XVIIIe siècle), la carte d'état-major (1820-1866) et les cartes ou photos aériennes de l'IGN pour la période actuelle (1950 à aujourd'hui).

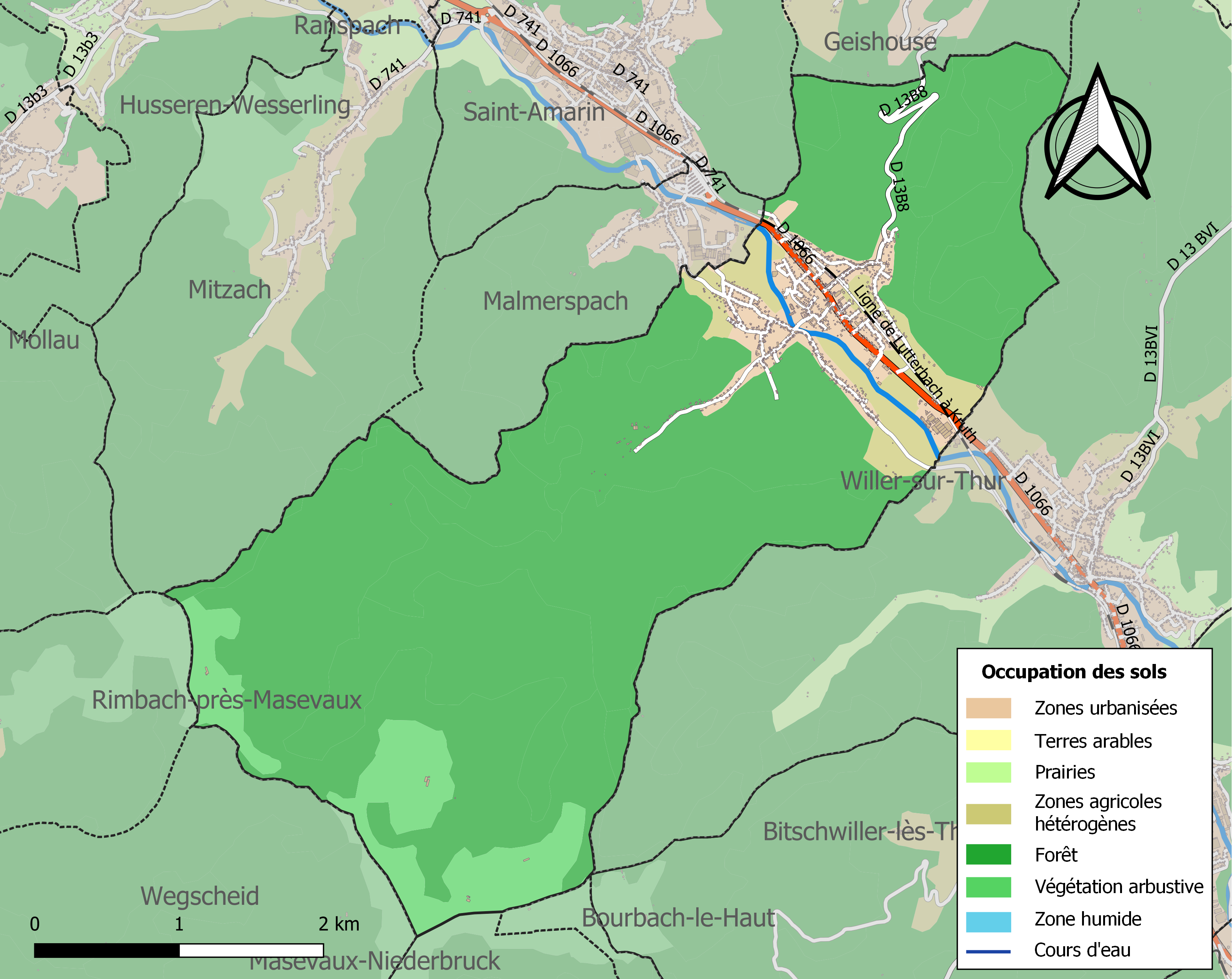
Carte des infrastructures et de l'occupation des sols de la commune en 2018 (CLC).

## Histoire
Possession de l'abbaye de Murbach, le village fut rattaché au bailliage de Saint-Amarin puis  érigé en commune après 1789. Annexé avec l'Alsace-Lorraine en 1871, il fut repris par l'armée française dès août 1914 et servit pendant toute la guerre de cantonnement aux troupes qui montaient à l'assaut du Vieil-Armand.

## Politique et administration

### Finances communales
En 2014, le budget de la commune était constitué ainsi :
- total des produits de fonctionnement : 1 093 000 €, soit 619 € par habitant ;
- total des charges de fonctionnement : 840 000 €, soit 476 € par habitant ;
- total des ressources d'investissement : 629 000 €, soit 356 € par habitant ;
- total des emplois d'investissement : 342 000 €, soit 194 € par habitant ;
- endettement : 381 000 €, soit 216 € par habitant.

Avec les taux de fiscalité suivants :
- taxe d'habitation : 8,45 % ;
- taxe foncière sur les propriétés bâties : 11,53 % ;
- taxe foncière sur les propriétés non bâties : 84,93 % ;
- taxe additionnelle à la taxe foncière sur les propriétés non bâties : 0,00 % ;
- cotisation foncière des entreprises : 0,00 %.

### Liste des maires
| Période                                  | Période                   | Identité                                           | Étiquette | Qualité    |
| ---------------------------------------- | ------------------------- | -------------------------------------------------- | --------- | ---------- |
| mars 2001                                | En cours (au 31 mai 2020) | José Schruoffeneger Réélu pour le mandat 2020-2026 | DVG       | Professeur |
| Les données manquantes sont à compléter. |                           |                                                    |           |            |

## Population et société

### Démographie
L'évolution du nombre d'habitants est connue à travers les recensements de la population effectués dans la commune depuis 1800. Pour les communes de moins de 10 000 habitants, une enquête de recensement portant sur toute la population est réalisée tous les cinq ans, les populations de référence des années intermédiaires étant quant à elles estimées par interpolation ou extrapolation. Pour la commune, le premier recensement exhaustif entrant dans le cadre du nouveau dispositif a été réalisé en 2005.

En 2022, la commune comptait 1 612 habitants, en évolution de −4,39 % par rapport à 2016 (Haut-Rhin : +0,66 %, France hors Mayotte : +2,11 %).
| 1800 | 1806 | 1821 | 1831  | 1836  | 1841  | 1846  | 1851  | 1856  |
| ---- | ---- | ---- | ----- | ----- | ----- | ----- | ----- | ----- |
| 675  | 705  | 914  | 1 152 | 1 170 | 1 444 | 1 540 | 1 573 | 1 735 |

| 1861  | 1866  | 1871  | 1875  | 1880  | 1885  | 1890  | 1895  | 1900  |
| ----- | ----- | ----- | ----- | ----- | ----- | ----- | ----- | ----- |
| 1 890 | 1 934 | 2 159 | 2 040 | 2 195 | 2 307 | 2 382 | 2 433 | 2 509 |

| 1905  | 1910  | 1921  | 1926  | 1931  | 1936  | 1946  | 1954  | 1962  |
| ----- | ----- | ----- | ----- | ----- | ----- | ----- | ----- | ----- |
| 2 427 | 2 284 | 2 264 | 2 186 | 2 194 | 2 145 | 1 857 | 1 895 | 1 981 |

| 1968  | 1975  | 1982  | 1990  | 1999  | 2005  | 2006  | 2010  | 2015  |
| ----- | ----- | ----- | ----- | ----- | ----- | ----- | ----- | ----- |
| 2 016 | 1 953 | 1 897 | 1 906 | 1 912 | 1 818 | 1 785 | 1 738 | 1 689 |

| 2020  | 2022  | - | - | - | - | - | - | - |
| ----- | ----- | - | - | - | - | - | - | - |
| 1 622 | 1 612 | - | - | - | - | - | - | - |

### Manifestations culturelles et festivités
- Marche populaire en octobre.
- Traditionnel feu de la Saint-Jean, réputé dans toute la vallée.

## Économie
Les mines d'argent, de cuivre et de fer, exploitées depuis 1508, reprises en 1715 après l'interruption due à la guerre de Trente Ans, furent définitivement abandonnées en 1912. Aujourd'hui, l'économie principale est une manufacture de pansements. La commune compte cependant de nombreux résidents travaillant dans le bassin d'emploi de Mulhouse.

## Culture locale et patrimoine

### Lieux et monuments

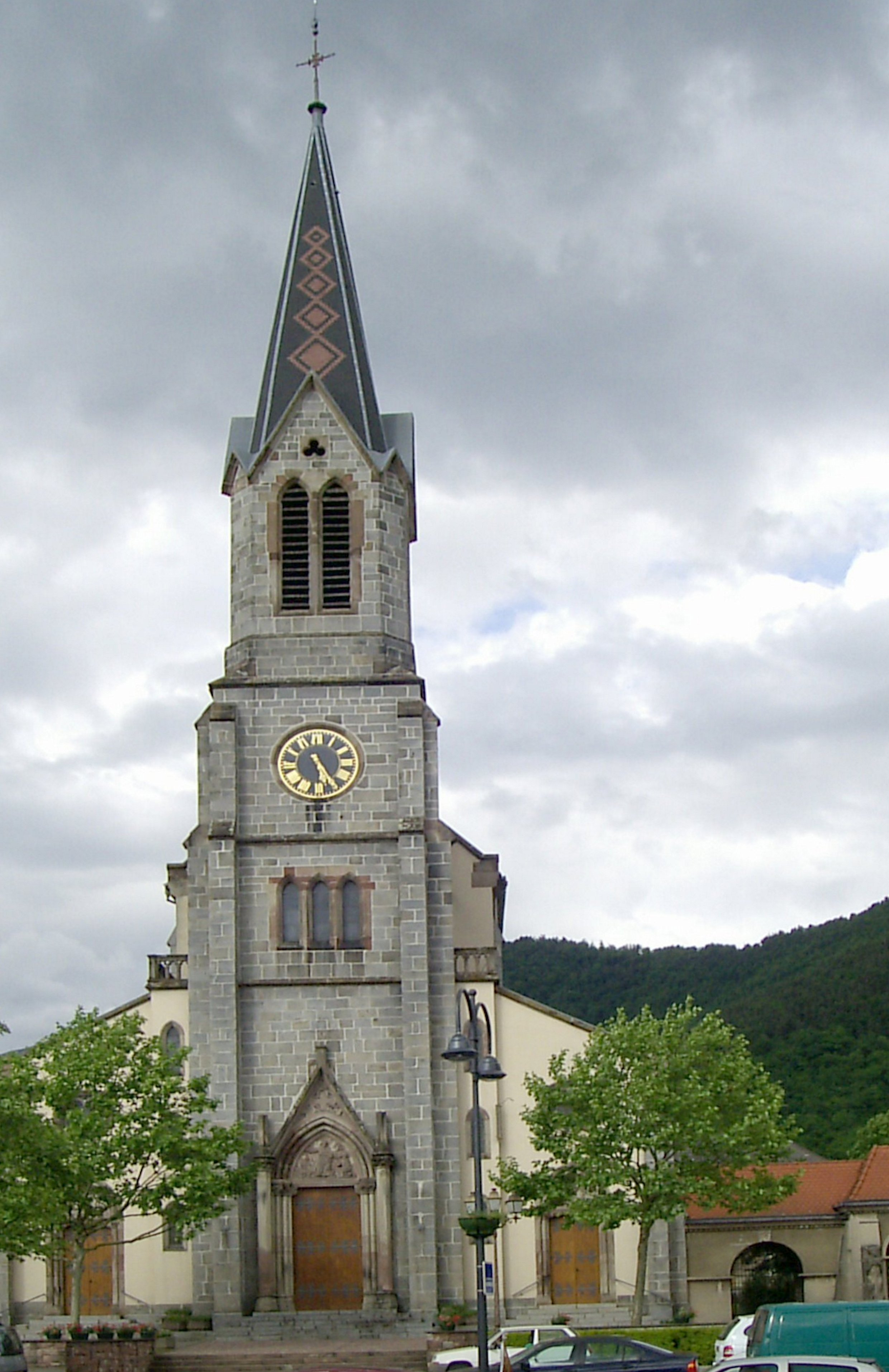
L'église Saint-Augustin.

- L'église Saint-Augustin[28] et son orgue de 1863,

et son orgue de tribune de Claude-Ignace Callinet, 1863,.
- Nécropole nationale de Moosch : cimetière militaire 1914-1918, où est enterré le général Marcel Serret, tué le 6 janvier 1916 au Vieil-Armand[31],[32].
- Cimetière[33].
- Monument commémoratif[34],[35].
- École, mairie[36].
- Cascade du Bubalafels.

### Personnalités liées à la commune
- Marcel Serret (1867-1916), général de brigade, décédé à Moosch le 6 janvier 1916, blessé par un éclat d'obus[37].
- Louis Hennequin (1869-1916), officier supérieur et historien militaire mort à Moosch le 12 janvier 1916. Son nom est inscrit au Panthéon parmi les 560 écrivains morts au champ d'honneur pendant la Première Guerre mondiale.
- Justin Dangel (1907-1968), né à Moosch, officier marinier de la Marine nationale française, Compagnon de la Libération[38].

### Héraldique
| Blason de Moosch | Les armes de Moosch se blasonnent ainsi : « D'azur à trois fleurs de populage d'or tigées et feuillées de sinople, le chef d'argent chargé du marteau de mineur et de la pointe de forage de sable, posés en sautoir. » |